# Upper Cross jezici
Upper Cross jezici, jedan od 4 ogranka jetične skupine delta cross, nigersko-kongoanska porodica, koja obuhvaća (22) jezika iz Nigerije. Dijele se na:     
a. Agoi-Doko-Iyoniyong (3): agoi, bakpinka, doko-uyanga.
b. Akpet (1): ukpet-ehom.
c. Centralni (15):
c1. istok-zapad (8): 
a. Ikom (1): olulumo-ikom.
b. Loko (3): lokaa, lubila, nkukoli.
c. Mbembe-Legbo (4):
c1. Legbo (3): legbo, lenyima, leyigha.
c2. Mbembe (1): cross river mbembe (okam),
c2. sjever-jug (7):
a. Koring-Kukele (3): 
a1 Koring (1): oring.
a2 Kukele (2): kukele, uzekwe.
b. Ubaghara-Kohumono (4): 
b1. Kohumono (3):  agwagwune, kohumono, umon.
b2. Ubaghara (1): ubaghara.
d. Kiong-Korop (3):  kiong, korop, odut

## Vanjske poveznice
- Ethnologue (14th)
- Ethnologue (15th)